# Kalule
Kalule er en portrætfilm instrueret af Jørgen Leth, der også har skrevet manuskriptet.

## Handling
I filmen om den 25-årige ugandesiske bokser Ayub Kalule får tilskueret glimt fra to vigtige kampe i hans karriere, nemlig mod Ralph Palladin og Sugar Ray Seals. Filmens omdrejningspunkt er forberedelserne til Kalules store VM-kamp, som finder sted i Japan den 24. oktober 1979. Men Jørgen Leth portrætterer også manden bag boksehandskerne. Kalule fortæller om sin afrikanske baggrund, om forholdet til faderen og om mødet med Danmark og de danske boksetilskuere.